# 茨城県道272号牛久停車場線
茨城県道272号牛久停車場線（いばらきけんどう272ごう うしくていしゃじょうせん）は、茨城県牛久市内を通る県道で、東日本旅客鉄道（JR東日本）常磐線牛久駅と接続するための道路である。

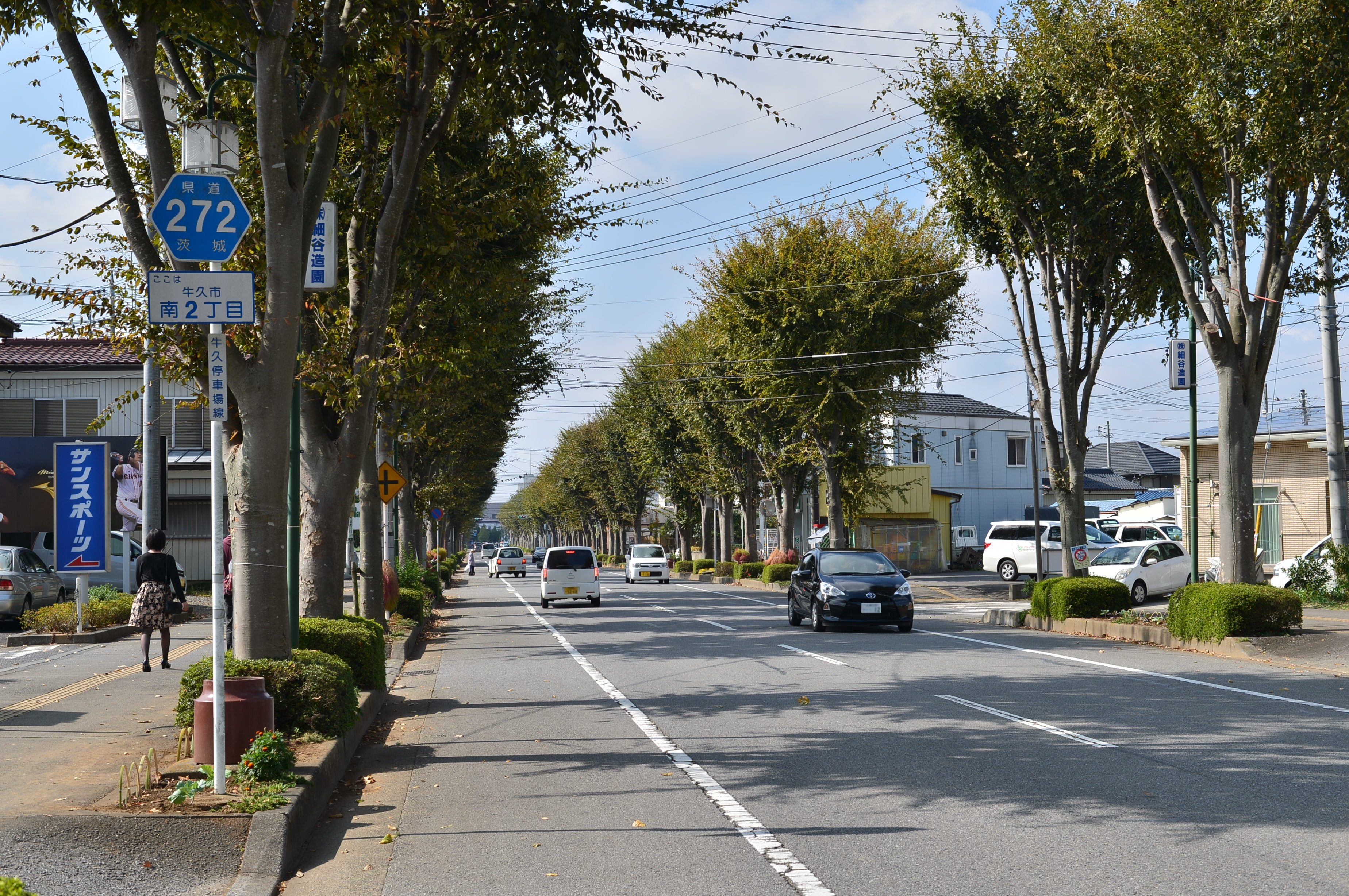
茨城県道272号牛久停車場線
牛久市南2丁目（2015年10月）

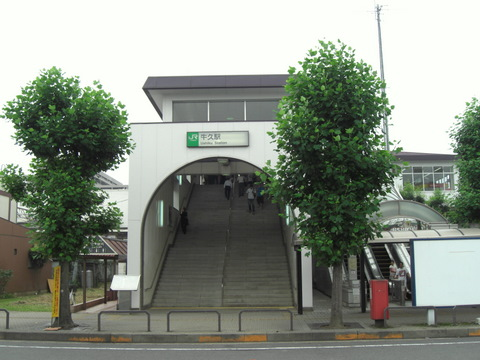
終点の牛久駅（シャトー口）

## 概要
JR牛久駅東口から駅前の街路を経て国道408号に接続する延長約2.1キロメートル (m) の茨城県の一般県道の路線。元々この道路は、国際科学技術博覧会（科学万博-つくば'85）の開催に合わせて、牛久駅東土地区画整理に伴う都市計画道路として整備された経緯を持ち、のちに茨城県が牛久駅西口から東口のこの街路に振り替える形で再認定した路線である。

### 路線データ
- 起点：牛久市中央（牛久駅東口）
- 終点：牛久市栄町3丁目187番地（国道408号交点＝栄町三丁目交差点）[4]
- 総延長：2.108 km[5]
- 重用延長：なし[5]
- 未供用延長：なし[5]
- 実延長：2.108 km[5]
- 自動車交通不能区間延長[注釈 1]：なし[5]

## 歴史
1959年（昭和34年）に路線認定された旧牛久停車場線は、旧日本国有鉄道（国鉄）牛久駅の西口にあり、一級国道六号線（現一般国道6号）と連絡する県道であった。
一方で、稲敷郡牛久町（現牛久市）が、1982年度（昭和57年度）から科学万博関連事業として進めていた、牛久駅東口広場、都市計画街路 東口・柏田線、下町・栄町線が1985年（昭和60年）3月14日に完成、供用開始された。これらの道路は、現在の本路線の前身であり、科学万博開催期間中は、牛久駅からの国道408号（牛久学園通り）を経て万博会場までの万博客輸送に対応するためシャトルバスが運行された。
その後となる1987年（昭和62年）3月2日、これまで牛久駅西口と国道6号を結ぶ旧・県道牛久停車場線（整理番号316）は廃止され、県道路線を牛久駅東口側へと移し、道路法（昭和27年法律第180号）第7条の規定に基づき、起点を牛久市牛久町、終点を牛久市栄町（国道408号）とする新たな路線として現在の県道牛久停車場線が再認定された。1995年（平成7年）に、整理番号272に変更となり現在に至る。

### 年表
- 1959年（昭和34年）10月14日：旧・県道牛久停車場線が路線認定される（牛久停車場 - 一級国道六号線交点、図面対象番号260）[7]。
- 1981年（昭和56年）7月13日：都市計画道路 貝塚・中根線の都市計画事業化[8]。
- 1984年（昭和59年）9月1日：旧・牛久停車場線の牛久駅 - 国道6号・牛久駅西出口交差点の追加指定区間（68.4 m）を供用開始[9]。
- 1984年（昭和59年）12月27日：旧・牛久停車場線の新道工事完了により、旧道（96.5 m）を処分するため県道指定解除[10]。
- 1987年（昭和62年）3月2日
  - 現・牛久停車場線（整理番号418）が路線認定される[3]。
  - 道路の区域は、牛久市牛久町（牛久駅東口） - 同市栄町3丁目（国道408号・栄町三丁目交差点）の2,104.39m区間に決定し[4]、供用開始される[11]。
- 1995年（平成7年）3月30日：整理番号418から現在の番号（整理番号272）に変更される[12]。
- 2017年（平成29年）12月11日：牛久市5丁目の区間を電線共同溝を整備すべき道路に指定[13]。

## 路線状況
道路法の規定に基づき、牛久中央（JR牛久駅） - 同市栄町（栄町3丁目交差点）間は、緊急輸送道路として機能を維持するため、災害発生時の被害拡大防止を目的に道路用地内に電柱を建てることが制限されている。

### 別名
- 竜ケ崎・牛久都市計画道路 貝塚・中根線
牛久市神谷6丁目 - ひたち野東1丁目を南北に結ぶ4車線の街路。このうち、下柏田交差点 - 国道408号・栄町三丁目交差点間（約1.3 km）が、県道牛久停車場線の指定区間である。

### 道路施設
- 栄町交差点（牛久市中央四丁目・柏田町）

## 地理

### 通過する自治体
- 茨城県
  - 牛久市

### 交差する道路
- 国道408号（牛久市栄町3丁目・終点）

### 沿線
- JR常磐線牛久駅（牛久市中央5丁目）
- シャトーカミヤ（牛久市中央3丁目）